# Општина Ребришоара (Бистрица-Насауд)
Ребришоара (рум. Rebrişoara) општина је у Румунији у округу Бистрица-Насауд.
Oпштина се налази на надморској висини од 600 m.